# 480 km di Jarama
La 480 km di Jarama è stata una corsa automobilistica di velocità in circuito valida per il Campionato mondiale sportprototipi dal 1987 al 1989.

## Albo d'oro
| Anno | Nome             | Piloti                           | Vettura | Resoconto |
| ---- | ---------------- | -------------------------------- | ------- | --------- |
| 1987 | 360 km di Jarama | Jan Lammers John Watson          | Jaguar  | Resoconto |
| 1988 | 360 km di Jarama | Eddie Cheever Martin Brundle     | Jaguar  | Resoconto |
| 1989 | 480 km di Jarama | Jochen Mass Jean-Louis Schlesser | Sauber  | Resoconto |